# De Weert (molen)
De Weert is een molen te Meppel die sinds 1807 aan de Weerdstraat staat. De molen heeft een koppel 17er, 150 cm in doorsnede, kunststenen. Een maalstoel, graanpletter en centrifugaal buil.
Het is een achtkantige stellingmolen en was bedoeld als schorsmolen voor de leerlooierijen in Meppel. Tegenwoordig wordt er ook koren gemalen. De molen heeft een vlucht van 20,80 meter met fokwieken en remkleppen. De gelaste roeden zijn in 1998 gemaakt door de firma Vaags. De binnenroede heeft nummer 21 en de buitenroede nummer 20.
De gietijzeren bovenas is gegoten in 1997 door de firma Hardinxveld en heeft nummer 75.
De molen is geheel gerestaureerd in 1999, de onderbouw dateert oorspronkelijk uit 1807.  De officiële heropening vond plaats op 13 mei 2000 tijdens de Nationale Molendag. Eigenaar is de stichting "Molen De Weert". De molen wordt beheerd en onderhouden door vrijwillige molenaars.
De kap heeft een voeghouten kruiwerk, dat bediend wordt door een kruiwiel.
De molen wordt gevangen, stilgezet, met een bandvang, die bediend wordt met een wipstok. De vangbalk wordt tijdens het draaien opgelegd op een duim.
Het maalgoed kan opgeluid worden met de draaiende molen en met de hand met behulp van een gaffelwiel. Er zitten twee aparte luiassen.

## Fotogalerij

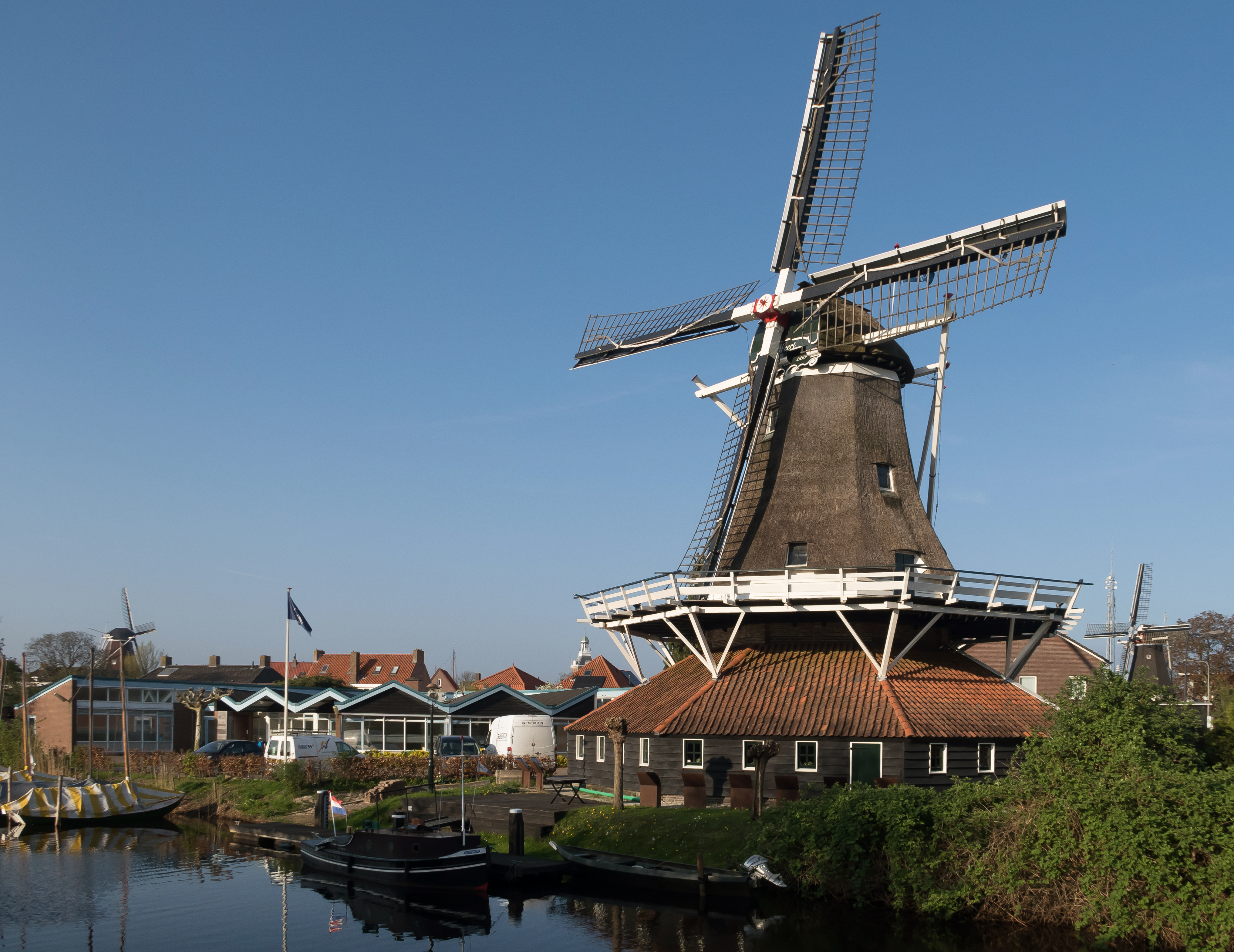
Molen de Weert met andere twee molens op de achtergrond
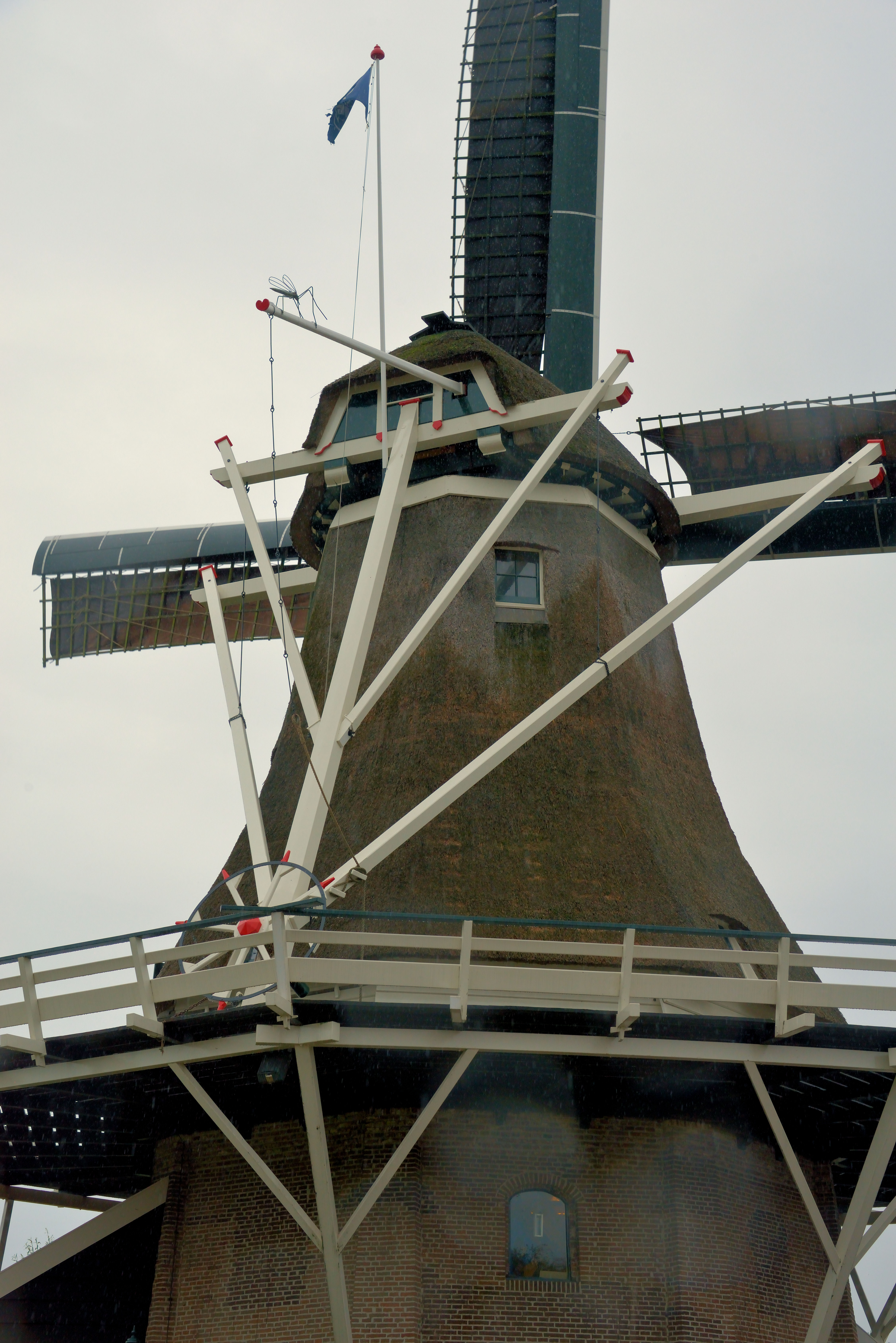
Decoratie: Meppeler Mug op wipstok
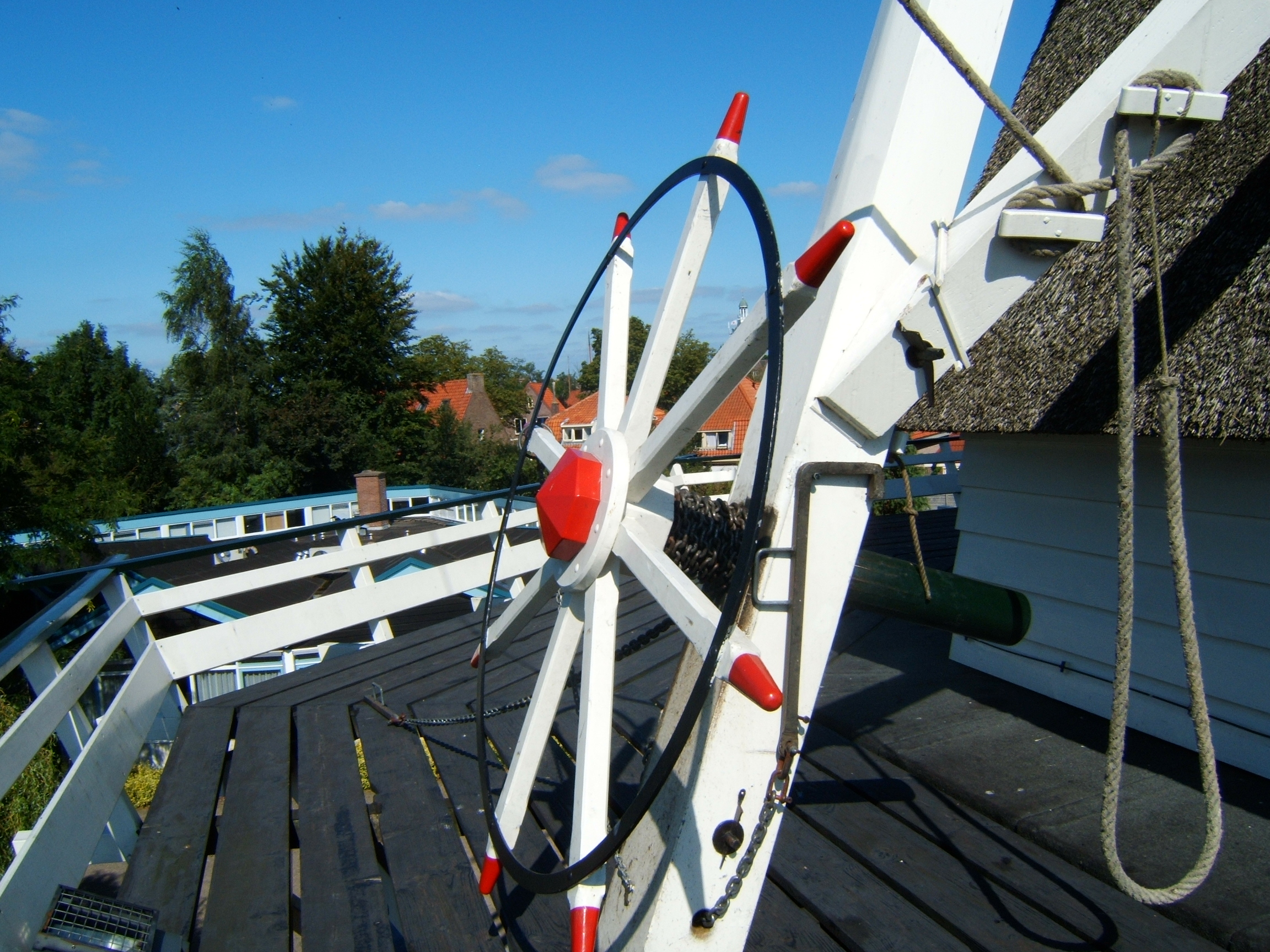
Kruirad
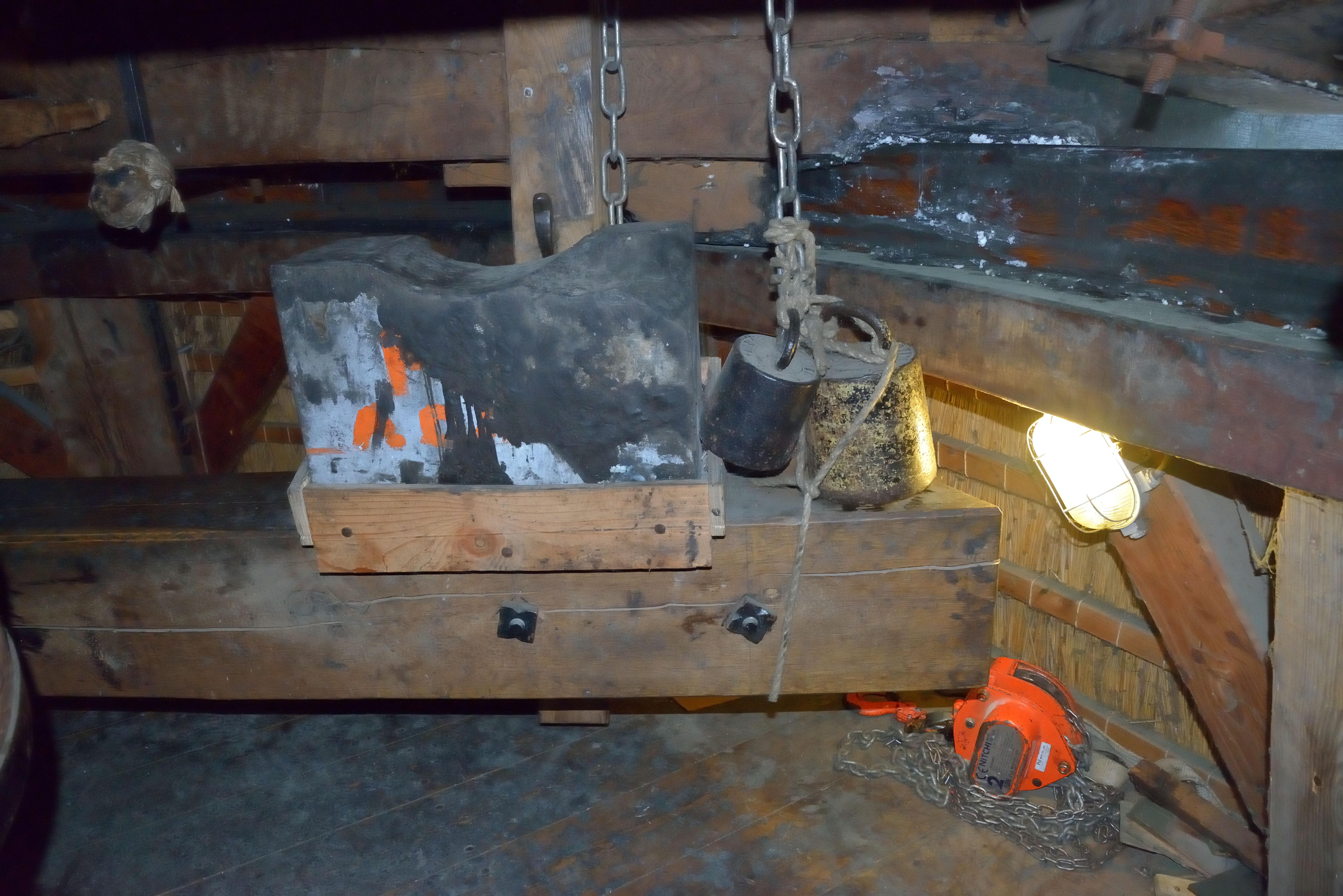
Voeghouten kruiwerk en vangbalk
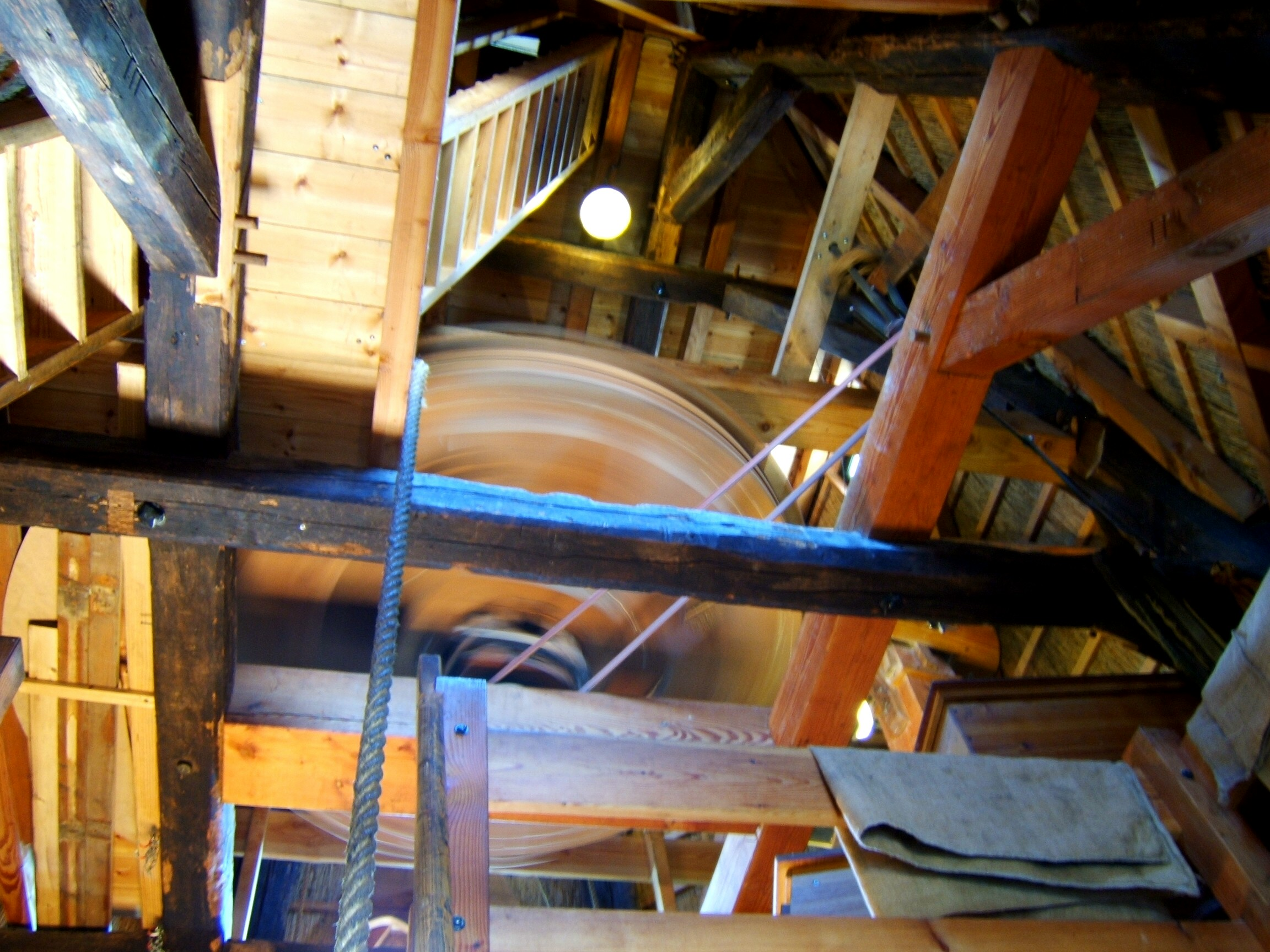
Draaiend binnenwerk
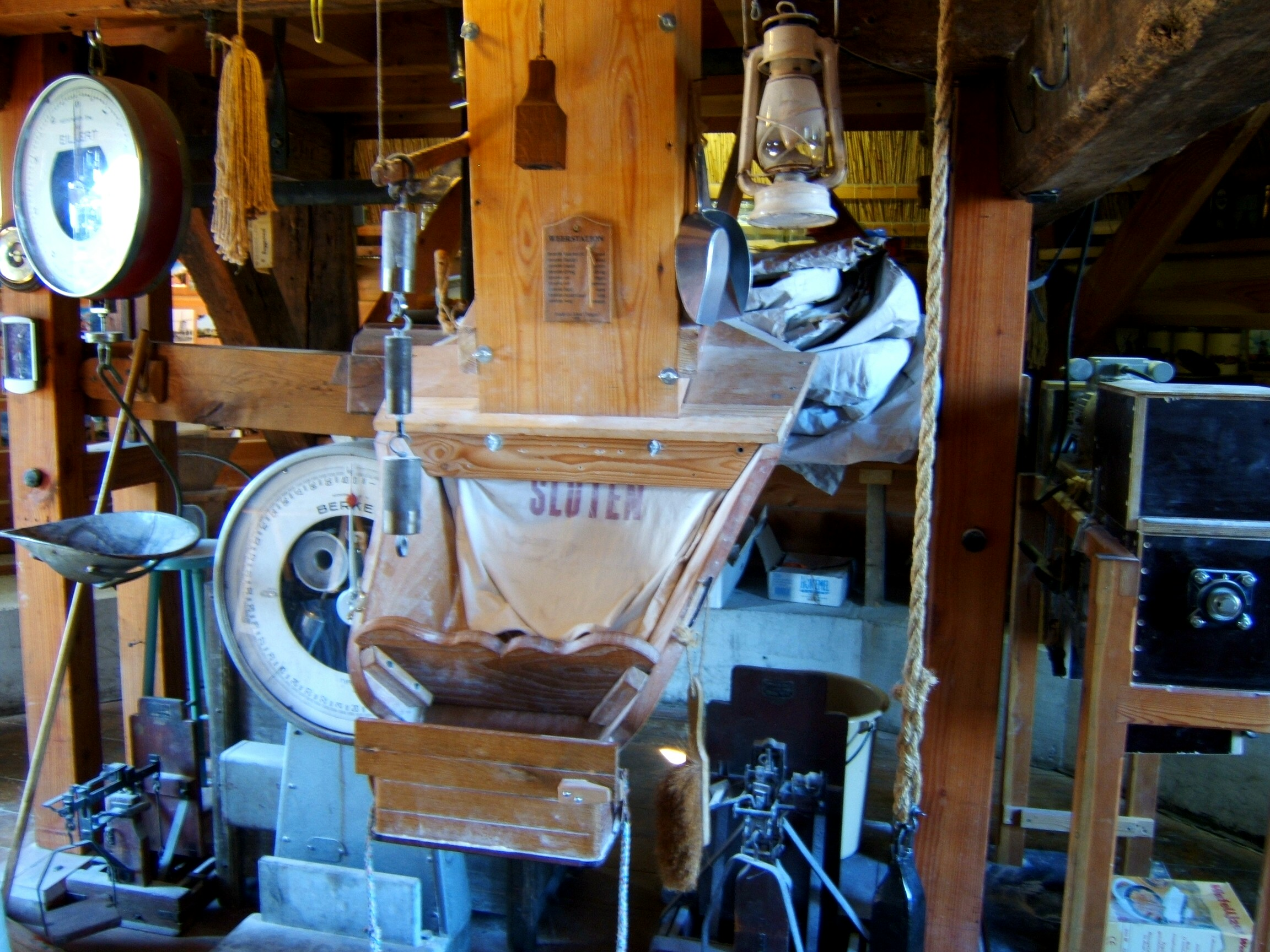
Meelopvang
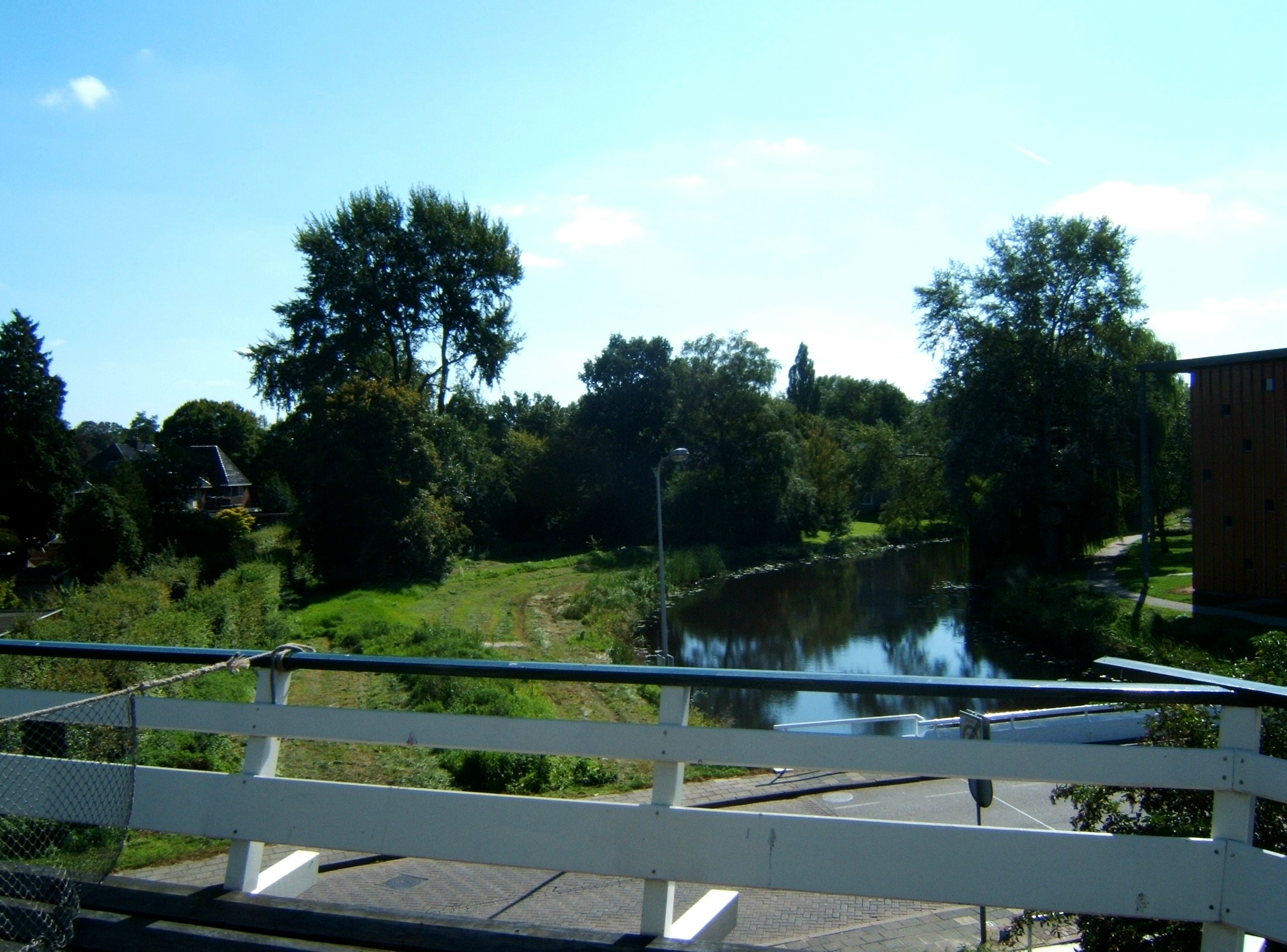
De Reest in Meppel gezien vanaf de stelling

## Overbrengingen
- De overbrengingsverhouding is 1 : 6,65.
- Het bovenwiel heeft 59 kammen en de bonkelaar heeft 29 kammen. De koningsspil draait hierdoor 2,03 keer sneller dan de bovenas.
- Het spoorwiel heeft 85 kammen en het steenrondsel 26 staven. Het steenrondsel draait hierdoor 3,27 keer sneller dan de koningsspil en 6,65 keer sneller dan de bovenas.